# Шеста далматинска бригада
Алтернативни називи:
 Буковичка бригада
Друга бригада Деветнаесте дивизије

Шеста далматинска бригада формирана је 31. августа 1943. у далматинској Буковици од Прве групе севернодалматинских одреда. Незванично је била позната као Буковичка бригада. Њено формирање званично је потврђено наређењем Главног штаба НОВ и ПО Хрватске од 6. октобра 1943, у време њеног боравка у месту Ервеник код Кистања. Том приликом именован је и нови штаб бригаде. У то време имала је 1.256 бораца. Око две трећине бораца чинили су Хрвати, а Срба је било око једне трећине.
Ова бригада била је пример примене доктрине Комунистичке партије Југославије о братству и јединству. Сви борци су по пријему у бригаду похађали осмодневни курс. План политичке наставе за ових осам дана састојао се у томе да се са старешинама и са борцима одвојено прораде три политичке теме:
1. Братство и јединство народа Југославије;
2. Пропаст Југославије, оружани устанак и циљ народноослободилачке борбе;
3. Органи народноослободилачког покрета.

У свим јединицама НОВЈ дисциплинским мерама било је наметнуто а на политичким часовима пропагирано и образлагано строго поштовање националне равноправности и политичка коректност према националном пореклу, обичајима и опредељењу. Ово се нарочито строго примењивало на однос према цивилима.
Од формирања 19. дивизије па до краја рата Шеста далматинска бригада борила се у њеном саставу. Отуда је алтернативни званични назив био Друга бригада Деветнаесте дивизије НОВЈ Током септембра 1943. учествовала је у разоружавању италијанских трупа у северној Далмацији и борбама против немачке 114. ловачке дивизије. У саставу своје дивизије улагала је велике напоре да одржи слободну територију и важне путеве за снабдевање у северној Далмацији, одолевајући знатној концентрацији осовинских трупа и честим офанзивним покушајима.
У децембру 1943. Шеста далматинска бригада налазила се у одбрани слободне територије у области Босанског Грахова од немачке операције „Цитен“ а у фебруару 1944. са осталим јединицама своје дивизије представљала је мету операције „Емил“ у области Велебита.
Током септембра и октобра 1944. учествовала је у офанзивним дејствима своје дивизије и у ослобађању Бенковца. Након тога, нападала је на утврђене немачке положаје Ком и Превјес и учествовала у ликвидацији покушаја продора Немаца из опкољеног Книна током Книнске операције.
Током Личко-приморске и Тршћанске операције против 15. и 97. немачког корпуса 19. дивизија представљала је средишњу нападну колону, принуђена да фронталним нападима ломи отпор утврђених непријатељских формација. Током ових борби Шеста далматинска бригада учествује у ослобађању Удбине, Сења, Цриквенице, Краљевице и Сушака. Истакла се у борби за Злобин Последња ратна операција Шесте далматинске бригаде била је учешће у опкољавању и уништењу 97. немачког корпуса код Илирске Бистрице. У завршним операцијама погино је између осталих бораца и командант бригаде Душан Бурсаћ.
Кроз бригаду је прошло око 3.500 бораца. Одликована је Орденом заслуга за народ са златном звездом и Орденом братства и јединства са златним венцем.